# Sainte Françoise Romaine annonçant à Rome la fin de la peste
Sainte Françoise Romaine annonçant à Rome la fin de la peste est un tableau peint en 1657 par Nicolas Poussin. Acquis en 1999 par l'intermédiaire de la Société des Amis du Louvre, et avec la participation du Fonds du Patrimoine, elle entre dans les collections du département des peintures du musée du Louvre sous le numéro RF 1999.1.

## Historique de l'œuvre
Le tableau résulte d'une commande du cardinal Giulio Rospigliosi, futur pape Clément IX de 1667 à 1669, au peintre Nicolas Poussin. Conservé dans la famille du cardinal jusqu'en 1798. En 1873 le tableau est en possession d'Alexis Le Go secrétaire de la Villa Médicis, qui le rapporte en France dans son château de Jean Val, dans la commune de Le Val, dans le Var. Après sa mort, il passe dans sa descendance, dernière propriétaire, Mme C.. Considéré comme perdu par Jacques Thuillier il réapparait lors de sa vente en 1999.
Après expertise du tableau par Éric Turquin qui authentifie l'œuvre, la transaction se fait en 1999 par l'intermédiaire de la Société des Amis du Louvre, et la participation du Fonds du Patrimoine, pour la somme totale de 45 millions de francs. Après une restauration en mars 1999 sous la direction de Jean-Pierre Cuzin, qui consista à dévernir le tableau, supprimer les repeints et réparer une déchirure résultant d'un ancien réentoilage, l'œuvre entre sous le numéro d'inventaire RF 1999.1 au département des peintures du musée du Louvre.
En 2001 la vente est contestée par la famille de la propriétaire au nom de l'indivision des biens. L'avant-dernier propriétaire Pierre Le Go n'ayant pas, selon les plaignants, intégré le tableau parmi les biens légués à sa fille. Une procédure en annulation est alors lancée pour «irrégularités affectant des dispositions testamentaires» au sein de la famille, et même des «présomptions de faux» et une autre procédure pour «recel successoral.»
Les décisions de justice successives ( TGI Draguignan, 6 septembre 2001,Cour d'Appel d'Aix en Provence10 mai 2004,  Cour de Cassation, 1re chambre civile 10 mai 2007) ont reconnu la validité du testament, la pleine propriété du tableau à Mme C. et condamné les plaignants aux dépens.

## Description
Ce tableau a été réalisé pour célébrer la fin de la peste à Rome. Le fléau personnifié, à droite, est chassé par un ange, tandis que Françoise Romaine, qui tient des flèches brisées, apparaît à une dame romaine (peut-être Anna Colonna, morte en 1658). Une autre interprétation présente Françoise Romaine dans la femme agenouillée, et la Vierge ou l'Église dans celle qui lui apparaît.

## Expositions
Le tableau est présenté du 4 décembre 2013 au 21 avril 2014 dans le Pavillon de verre du Louvre-Lens, dans le cadre de l'exposition Voir le sacré.